# 小行星2305
小行星2305（2305 King）是一颗围绕太阳公转的小行星。1980年9月12日，哈佛天文台在哈佛大学天文台发现了此天体。
該小行星以美國社會活動家馬丁·路德·金恩命名。
这颗小行星的绝对星等为357.83860等。